# Johann Carl Landeck
Johann Carl Landeck (* 16. Dezember 1636 in Nürnberg, Fränkischer Reichskreis; † 15. Juli 1712 ebenda) war ein deutscher Uhrmacher und Instrumentenbauer.

## Leben
Nach der Ausbildung als Schlosser in Nürnberg führte ihn seine Wanderschaft über die Niederlande, Dänemark, Holstein und Preußen 1662 wieder nach Nürnberg. Nach dem Tod seines Vaters Andreas Landeck (1589–1663) übernahm er dessen Stelle als Stadtuhrmacher. Er war in Nürnberg einer der ersten, der Pendeluhren nach dem Prinzip von Christiaan Huygens herstellte. Er wurde Schlossermeister und 1693 Geschworener in Nürnberg.
Landeck stellte auch astronomische Instrumente her, wie Astrolabien, Sonnenuhren und eine astronomische Uhr, die 1864 ins Germanische Nationalmuseum gelangte.
Sein Sohn Zacharias Landeck (1670–1740) war ebenfalls Stadtuhrmacher in Nürnberg. Von dessen zehn Kindern erlangten Christoph Achatius Landeck (1717–1771), der die Funktion des Stadtuhrmachers übernahm, und der Kupferstecher Johann Melchior Landeck (1721–1759) Bekanntheit.

## Werke (Auswahl)
- 1683/1684: Große Kunstuhr an der Ratstrinkstube in Rothenburg ob der Tauber
- 1685: Turmuhr der Pfarrkirche Hallstadt bei Bamberg
- 1692/1693: Domuhr in Bamberg